# Llei forestal de Catalunya
La Llei forestal de Catalunya (llei 6/1988) és la normativa bàsica que fonamenta la gestió forestal al nostre país, i es basa en el reconeixement de la multifuncionalitat del bosc: producció de fusta, paisatge, lleure, conservació de sols, ecosistemes naturals, regulació del cicle de l'aigua, depuració de l'aire. Per orientar la gestió forestal considera uns objectius, i marca uns instruments.

## Objectius
La llei proposa els següents principals objectius:
- Promoure les activitats socioeconòmiqes dels boscos, de manera sostenible i compatible amb la protecció del medi natural.

- Afavorir el increment de la superfície forestal.

- Promoure les pràctiques silvícoles adequades.

- Fomentar la col·laboració de l'Administració local en la protecció de terrenys forestals.

- Fomentar l'associacionisme.

- Promoure la investigació i l'experimentació forestals.

## Instruments
Els principals instruments que considera la llei són els següents:
- Pla general de política forestal. Es la normativa que te que detallar les actuacions concretes per assolir el objectius de la llei.

- Inventari ecològic i forestal de Catalunya. Es el inventari de les masses forestals de Catalunya.

- Plans de producció forestal. Tenen un àmbit comarcal i marquen les línies per millorar la producció forestal i de pastures.

- Catàleg de forests d'utilitat pública. Te que incloure els terrenys forestals de titularitat pública que tenen una especial missió, tal com protecció de capçaleres hidrogràfiques, riberes de rius, pertinença a espais protegits, proximitat a nuclis importants de població.

- Catàleg de forests protectors. Ha de incloure els boscos de titularitat privada que tenen una importància com a protectors hidrològics, o espais de protecció especial.

- Centre de la Propietat Forestal. Es un òrgan desconcentrat del Departament d'Agricultura, Ramaderia, Pesca, Alimentació i Medi Natural, que integra el sector forestal privat, i que té la missió de gestionar la relació entre aquest i l'administració.

- Zones d'actuació urgent. Son terrenys forestals degradats que requereixen actuacions especials per la seva restauració i recuperació.

- Instruments d'ordenació forestal (IOF). Son documents detallats descriptius i de gestió de masses forestals concretes, ja siguin públiques o privades.